# 党留庄乡
党留庄乡，是中华人民共和国山西省大同市云州区下辖的一个乡镇级行政单位。

## 行政区划
党留庄乡下辖以下地区：
党留庄村、马连庄村、安留庄村、蔡庄村、侯大庄村、小蒲村、罗庄村、邢庄村、上泉村、兼埔村和兴胜村。